# Beauce Carnaval
Beauce Carnaval est un parc d'attractions ambulant. 

## Historique
Fondé en 1953 par Florian Vallée, après avoir fait l'acquisition de manèges supplémentaires, il organise une tournée à travers le Québec.